# Запис храст на Чатми (Маћедонце)
Запис храст на Чатми (Маћедонце) се налази на парцели чији је власник Општина Медвеђа.

## Локација
| Општина             | Медвеђа                                                                     |
| Катастарска општина | Маћедонце                                                                   |
| Потес               | Чатма                                                                       |
| Координате          | 42° 49′ 01″ С; 21° 32′ 25″ И / 42.816899999999997° С; 21.540299999999998° И |
| Надморска висина    | 609m                                                                        |

## Карактеристике
Дендрометријске вредности утврђене на терену и сателитским снимцима:
| Стабло                     | Храст |
| Висина стабла              | m     |
| Обим дебла                 | m     |
| Пречник крошње             | 28m   |
| Пречник дебла              | m     |
| Висина дебла до прве гране | m     |

## База записа
Запис је у оквиру Викимедија пројекта "Запис - Свето дрво" заведен под редним бројем 1190.